# Écouis
Écouis  ist eine französische Gemeinde mit 849 Einwohnern (Stand 1. Januar 2022) im Département Eure in der Landschaft des Vexin in der Region Normandie.

## Lage und Klima
Der Ort Écouis liegt etwa 33 km (Fahrtstrecke) südöstlich der Großstadt Rouen in einer Höhe von ca. 155 m. Das Klima ist gemäßigt bis mild; Regen (ca. 665 mm/Jahr) fällt übers Jahr verteilt.

## Bevölkerungsentwicklung
| Jahr                       | 1800 | 1851 | 1901 | 1954 | 1999 | 2017 |
| Einwohner                  | 643  | 879  | 835  | 838  | 716  | 816  |
| Quellen: Cassini und INSEE |      |      |      |      |      |      |

Trotz der Mechanisierung der Landwirtschaft und der Aufgabe bäuerlicher Kleinbetriebe ist die Einwohnerzahl der Gemeinde seit der Mitte des 19. Jahrhunderts weitgehend stabil geblieben. Zur Gemeinde gehört auch der im Jahr 1843 eingemeindete Weiler Villerest.

## Wirtschaft
Traditionell spielt die Landwirtschaft und hier vor allem die Viehzucht die größte Rolle im Wirtschaftsleben der Gemeinde. Seit den 1960er Jahren gewinnt auch der Tourismus in Form der Vermietung von Ferienwohnungen (gîtes) an Bedeutung.

## Geschichte
Ein Ort mit Namen Escusium existierte bereits zur Römerzeit. In der Nähe des heutigen Ortes wurde im Jahr 1876 ein Münzhort mit ca. 100 kg Kupfer- und Silbermünzen aus spätrömischer Zeit entdeckt.
Im Jahr 1307 machte der französische König Philipp IV. seinem Kammerherrn Enguerrand de Marigny den Ort Écouis zum Geschenk. Dieser ließ in den Jahren 1310 bis 1313 eine Kollegiatkirche erbauen, wurde aber unter Ludwig X., dem Nachfolger Philipps, wegen tatsächlicher oder angeblicher Vergehen verurteilt und hingerichtet. Das Kanonikerstift blieb bis zum Vorabend der Französischen Revolution bestehen.

## Sehenswürdigkeiten
Die von Enguerrand de Marigny gegründete Stiftskirche Notre-Dame-d’Écouis bildet das Zentrum des Ortes.

## Persönlichkeiten
- Enguerrand de Marigny (um 1260–1315), Kammerherr des französischen Königs Philipp IV.
- Vinzenz von Paul (1581–1660), Kanoniker in Écouis
- Elie Wiesel (1928–2016), rumänisch-US-amerikanischer Schriftsteller, Hochschullehrer und Publizist; als Jugendlicher in einem Auffanglager in Écouis
- Rahel Minc (1899–1978), Schriftstellerin und Pädagogin polnisch-jüdischer Herkunft, Leiterin des Auffanglagers  für aus Konzentrationslagern der Nationalsozialisten befreite Jugendliche in Écouis